# Episodi di Mad Men (seconda stagione)
La seconda stagione della serie televisiva Mad Men è stata trasmessa in prima visione negli Stati Uniti d'America da AMC dal 27 luglio al 26 ottobre 2008.
In Italia è stata trasmessa in prima visione satellitare da Cult dal 28 dicembre 2008 all'8 febbraio 2009.
| nº | Titolo originale            | Titolo italiano            | Prima TV USA      | Prima TV Italia  |
| -- | --------------------------- | -------------------------- | ----------------- | ---------------- |
| 1  | For Those Who Think Young   | Nuovi, giovani e creativi  | 27 luglio 2008    | 28 dicembre 2008 |
| 2  | Flight 1                    | Disastro aereo             | 3 agosto 2008     | 28 dicembre 2008 |
| 3  | The Benefactor              | Il benefattore             | 10 agosto 2008    | 4 gennaio 2009   |
| 4  | Three Sundays               | Tre domeniche              | 17 agosto 2008    | 4 gennaio 2009   |
| 5  | The New Girl                | La nuova ragazza           | 24 agosto 2008    | 11 gennaio 2009  |
| 6  | Maidenform                  | Marilyn o Jackie           | 31 agosto 2008    | 11 gennaio 2009  |
| 7  | The Gold Violin             | Il violino d'oro           | 7 settembre 2008  | 18 gennaio 2009  |
| 8  | A Night to Remember         | Una serata indimenticabile | 14 settembre 2008 | 18 gennaio 2009  |
| 9  | Six Month Leave             | Un nuovo inizio            | 28 settembre 2008 | 25 gennaio 2009  |
| 10 | The Inheritance             | L'eredità                  | 5 ottobre 2008    | 25 gennaio 2009  |
| 11 | The Jet Set                 | Jet Set                    | 12 ottobre 2008   | 1º febbraio 2009 |
| 12 | The Mountain King           | Il re della montagna       | 19 ottobre 2008   | 1º febbraio 2009 |
| 13 | Meditations in an Emergency | Rivelazioni                | 26 ottobre 2008   | 8 febbraio 2009  |

## Nuovi, giovani e creativi
- Titolo originale: For Those Who Think Young
- Diretto da: Tim Hunter
- Scritto da: Matthew Weiner

### Trama
È il 14 febbraio 1962, San Valentino (circa quindici mesi dopo gli eventi conclusivi della prima stagione). Don Draper viene visitato da un medico che gli consiglia di fumare e bere di meno. Sua moglie Betty fa equitazione e al maneggio conosce un affascinante ragazzo di nome Arthur, fidanzato.
Alla Sterling Cooper, i colleghi fanno ipotesi sulla recente e prolungata assenza di Peggy Olson, che è tornata da poco e, da grassa com'era diventata, è di nuovo snella come una volta (nessuno infatti sa che era incinta e al termine della prima stagione ha dato alla luce il figlio nato dalla sua relazione clandestina con Pete Campbell). Roger Sterling prende affettuosamente in giro la sua ex amante Joan Holloway sul suo nuovo fidanzato. In una riunione, il capo del settore vendite Herman "Duck" Phillips afferma che l'agenzia ha bisogno di assumere più gente giovane e innovativa; nel frattempo, va preparata la campagna pubblicitaria per la compagnia aerea Mohawk Airlines.
Quella sera, Don e Betty festeggiano all'Hotel Savoy, ma durante la notte Don non riesce a soddisfare la moglie a letto, e i due finiscono per guardare alla televisione Jackie Kennedy che mostra le stanze della Casa Bianca: lo stesso programma contemporaneamente viene guardato anche da Sal e da sua moglie e da Joan, nonostante ella sia in compagnia del fidanzato. A casa Campbell, invece, Trudy è triste perché ha saputo che la moglie di Harry Crane, Jennifer, che evidentemente ha riaccolto il marito in casa (i due avevano avuto una crisi nella prima stagione, ma la loro riconciliazione non viene mostrata), è incinta.
Il giorno dopo, al lavoro, mentre iniziano i colloqui per assumere nuovi impiegati giovani e creativi, viene portata la nuova macchina fotocopiatrice, e Joan deve decidere dove sistemarla. Pete si lamenta con Peggy del fatto che sua moglie comincia a essere troppo insistente con il desiderio di avere dei figli, e le chiede se lei vorrebbe averne: rimanendo impassibile, la ragazza risponde che forse in futuro potrà pensarci (Pete non sa nulla del figlio avuto con Peggy, e ancora neppure gli spettatori hanno appreso quale sia stata la sorte del bambino).
Don e Peggy discutono della campagna per la Mohawk Airlines, e Don approva le idee della ragazza, che però, di ritorno nel suo ufficio, scopre con stizza che proprio lì è stata messa l'ingombrante fotocopiatrice.
Quella notte, mentre sta guidando per tornare a casa, l'auto di Betty ha un guasto. Arriva un meccanico e, non avendo i soldi per pagare la riparazione, ella non esita a sfoderare il suo fascino per convincerlo a non farsi pagare nulla. Tornata a casa, mente al marito sui motivi del suo ritardo. Don legge alcune pagine della raccolta di poesie Meditations in an Emergency di Frank O'Hara, quindi spedisce il libro a un destinatario sconosciuto insieme a un biglietto con queste parole: "Mi ha fatto pensare a te".
- Guest star: Mark Moses (Herman "Duck" Phillips), Joel Murray (Fred Rumsen), Gabriel Mann (Arthur), Alison Brie (Trudy Campbell)

## Disastro aereo
- Titolo originale: Flight 1
- Diretto da: Andrew Bernstein
- Scritto da: Lisa Albert e Matthew Weiner

### Trama
A un party a casa di Paul Kinsey, questi presenta agli amici la sua fidanzata, Sheila, una ragazza di colore: parlando con lei Joan si lascia sfuggire che non credeva Paul di vedute così aperte.
Il lunedì mattina, in ufficio, tutti si affollano attorno alla radio per sentire una terribile notizia: il volo American Airlines 1 da New York a Los Angeles è precipitato poco dopo il decollo e non ci sono sopravvissuti (1º marzo 1962). Duck coglie al volo l'occasione e suggerisce che la Sterling Cooper abbandoni la Mohawk Airlines per cercare di assicurarsi la ben più prestigiosa American Airlines, che ora, per riparare al grave danno d'immagine, dovrà sicuramente spendere molti soldi in pubblicità.
Pete viene a sapere che anche suo padre si trovava su quell'aereo. La notizia lo lascia confuso: si meraviglia di non riuscire a provare una reazione violenta o ad abbandonarsi alle lacrime. Parlando con suo fratello, Bud, viene poi a sapere che il padre aveva scialacquato quasi tutta la sua fortuna e che ora sono pieni di debiti.
Nel frattempo, Peggy va a trovare sua madre e sua sorella, che vorrebbero convincerla ad andare più spesso in chiesa e che sono preoccupate per lei, specialmente dopo quello che ha passato (sono ovviamente al corrente della sua passata gravidanza). Prima di andarsene, Peggy saluta i nipotini, figli della sorella, fra cui un neonato biondo con gli occhi azzurri.
Don e Betty hanno invitato gli amici Francine e Carlton e, dopo che questi sono andati via, discutono del loro matrimonio, che ha superato un momento di crisi dopo che Francine aveva scoperto l'infedeltà del marito: Betty sostiene che l'uomo dovrebbe essere contento di quanto ha e molto riconoscente verso la moglie per averlo perdonato.
Il giorno seguente, Paul vuole sapere da Joan cosa ella abbia detto a Sheila, e la ragazza ribatte che secondo lei il suo voler essere a tutti i costi anticonformista è solo una posa; Paul si vendica rivelando a tutti l'età di Joan. Duck si reca da Pete per chiedergli se se la senta di aiutarlo ad arrivare al contratto con l'American Airlines, ma Pete risponde che la cosa lo metterebbe a disagio: la morte del padre è ancora troppo recente. Don non è affatto d'accordo con questa mossa spregiudicata, che considera poco leale nei confronti della Mohawk Airlines, e tuttavia è proprio lui a dover dire al rappresentante di quest'ultima che la Sterling Cooper rinuncia all'incarico.
Nonostante poche ore prima abbia declinato la proposta, quella sera Pete si presenta all'incontro che Duck sta avendo con un pezzo grosso dell'American Airlines, e non esita a usare anche la sua recente tragedia personale per impressionare il potenziale cliente: Duck è favorevolmente colpito dalla mancanza di scrupoli del giovane.
La domenica successiva, Peggy va a Messa con la madre e la sorella, che le affida il neonato quando ella deve alzarsi per l'eucaristia.
- Guest star: Robert Morse (Bertram Cooper), Mark Moses (Herman "Duck" Phillips), Joel Murray (Fred Rumsen), Gabriel Mann (Arthur), Alison Brie (Trudy Campbell), Anne Dudek (Francine Hanson)

## Il benefattore
- Titolo originale: The Benefactor
- Diretto da: Lesli Linka Glatter
- Scritto da: Matthew Weiner e Rick Cleveland

### Trama
Sul set di uno spot per delle patatine ideato dai creativi della Sterling Cooper, il celebre comico Jimmy Barrett fa una battuta molto pesante sulla stazza della moglie del proprietario del prodotto, paragonandola al dirigibile Hindenburg. Don viene incaricato di rimediare al danno cercando di convincerlo a scusarsi.
Harry scopre casualmente che Ken Cosgrove guadagna più di lui, e decide, parlandone con la moglie, di tentare di migliorare la sua posizione lavorativa: chiama un amico che lavora alla CBS, dal quale apprende che gli spazi pubblicitari all'interno di un episodio di La parola alla difesa non trovano acquirenti perché la puntata tratta di un tema controverso come l'aborto. Harry si dice convinto di poter trovare uno sponsor.
Don incontra Bobbie Barrett, moglie e manager di Jimmy: tra i due scocca una immediata e forte attrazione reciproca, e infatti finiscono col baciarsi nell'auto di lui. Tornato a casa, Don riceve dalla moglie il suo orologio riparato sul quale lei, per fargli una sorpresa, ha fatto anche incidere il suo monogramma.
Al maneggio, Betty ha un colloquio con Arthur, che è chiaramente molto attratto da lei, ma la donna lo prega di non rovinare la loro amicizia. A casa, Don comunica alla moglie che dovranno cenare assieme ai Barrett e agli Schilling (la coppia che il comico ha insultato) e ha bisogno che Betty sia incantevole e affascinante come sempre, visto che la serata rischia di essere difficile.
Al lavoro, Harry mostra la puntata di La parola alla difesa a Elliot, il rappresentante della marca di cosmetici Belle Jolie: sebbene questi non accetti che la pubblicità dei suoi rossetti passi durante l'episodio perché troppo controverso, l'idea piace comunque a Roger, che si congratula con Harry per il suo spirito d'iniziativa e, su sua richiesta, gli concede un aumento e lo nomina a capo del nuovo dipartimento per la televisione.
La cena della riconciliazione fra Jimmy e gli Schilling inizia male, perché il comico si dedica solo a corteggiare spiritosamente Betty, ma Don affronta in privato Bobbie e con violenza la costringe a far fare al marito quello che ci si aspetta da lui. Jimmy alla fine si scusa; sulla via del ritorno a casa, Betty dice a Don di essere contenta di aver finalmente preso parte alla vita del marito.
- Guest star: Mark Moses (Herman "Duck" Phillips), Joel Murray (Fred Rumsen), Melinda McGraw (Bobbie Barrett), Patrick Fischler (Jimmy Barrett)

## Tre domeniche
- Titolo originale: Three Sundays
- Diretto da: Tim Hunter
- Scritto da: Andre Jacquemetton e Maria Jacquemetton

### Trama
Alla Messa domenicale, Peggy incontra il nuovo giovane parroco, padre Gill, che si reca a pranzo dalla famiglia Olson e poi, saputo che Peggy lavora nella pubblicità, le chiede consigli su come preparare il prossimo sermone. Don e Betty passano una tranquilla domenica in famiglia, mentre Roger Sterling e la moglie Mona cenano assieme alla figlia Margaret e al fidanzato di lei, discutendo del loro prossimo matrimonio.
Il giorno seguente, Don riceve in ufficio la visita di Bobbie Barrett che lancia l'idea di un programma di candid camera che veda come protagonista suo marito Jimmy, quindi chiude a chiave la porta per godersi alcuni momenti di intimità con lui.
La Domenica delle Palme, Duck telefona a Don dicendogli che, anche se è festa, è necessario che si rechi in ufficio per preparare l'importante meeting con i clienti dell'American Airlines: Don porta con sé anche la figlia Sally, mentre Betty si occupa di portare Bobby, scottatosi con il fornello, al pronto soccorso. Nel frattempo Roger ha un incontro con una squillo in una stanza d'albergo.
Il venerdì santo, Duck informa i colleghi che il suo contatto presso l'American Airlines è stato licenziato, e quindi le possibilità di un contratto sono scarse: Don commenta con Roger che in questo modo sono stati persi due clienti, la Mohawk e l'America Airlines. In confessione, Anita, la sorella di Peggy, rivela a padre Gill di provare un forte risentimento verso Peggy, che ha sedotto un uomo sposato, ne ha avuto un figlio e ora si comporta come se non fosse successo nulla.
Betty è scontenta del modo a suo parere troppo lieve con cui il marito corregge Bobby, il loro figlio minore, che sta diventando troppo indisciplinato; ma Don le spiega che il ricordo doloroso di suo padre, che lo picchiava frequentemente e che Don odiava, è il motivo per cui egli si astiene dal farlo con i suoi bambini.
A Pasqua, all'esterno della chiesa, mentre i bambini cercano le uova come tradizione, padre Gill fa gli auguri a Peggy e le regala un uovo dipinto, "per il piccolino".
- Guest star: Robert Morse (Bertram Cooper), Mark Moses (Herman "Duck" Phillips), Talia Balsam (Mona Sterling)

## La nuova ragazza
- Titolo originale: The New Girl
- Diretto da: Jennifer Getzinger
- Scritto da: Robin Veith

### Trama
Pete e Trudy si recano da un medico per capire come mai hanno difficoltà a concepire un figlio: parlando in privato con lo specialista, Pete afferma di volere un bambino, ma dai suoi discorsi non sembra poi così convinto.
In ufficio, Joan mostra felice l'anello di fidanzamento che le ha donato il suo futuro marito, un medico di nome Greg Harris. Bobbie Barrett e Don si incontrano in un ristorante, dove si imbattono casualmente nell'ex amante di lui, Rachel Menken, ora sposata. I due decidono poi di partire per la villa estiva di lei a Long Island, ma, a causa dei troppi bicchieri bevuti, Don perde il controllo dell'auto. Don e Bobbie rimangono solo lievemente feriti, ma, alla locale stazione di polizia, Don non ha i soldi sufficienti per pagare la multa per guida in stato di ebbrezza, ed è costretto a chiamare Peggy in aiuto. La ragazza riaccompagna la coppia a casa con la sua auto, promettendo di mantenere il segreto sull'incidente, e si offre anche di ospitare Bobbie (che non vuole farsi vedere dal marito con i segni dell'incidente sul volto) per qualche giorno. Quando Bobbie chiede a Peggy perché si dia così da fare per Don, la ragazza risponde che egli a sua volta l'ha molto aiutata in passato; Bobbie le suggerisce poi che, se vorrà essere rispettata nel suo lavoro, non dovrà continuare a fingere di essere un uomo. A casa, Don mente a Betty sulle cause del suo incidente.
Alla Sterling Cooper arriva una nuova segretaria, la bella Jane Siegel, che sostituisce Peggy come segretaria di Don e che subito ovviamente attira l'attenzione degli altri uomini. Joan l'ammonisce invitandola a comportarsi con decoro, ma Jane le risponde in modo abbastanza irrispettoso.
I risultati delle analisi stabiliscono che Pete è perfettamente in grado di avere figli, Trudy però è triste perché ciò vuol dire che è lei quella ad avere problemi. Quando Pete le chiede se sia poi così importante avere subito dei figli, la moglie perde la calma.
In un flashback, Peggy è all'ospedale dopo aver partorito, e riceve l'inaspettata visita di Don: preoccupato per la sua lunga assenza, l'uomo si era informato presso la madre e la sorella di lei, e infine l'aveva rintracciata. Seduto al suo capezzale, le consiglia di fare tutto quello che i medici le avrebbero ordinato per uscire al più presto di lì, e poi di dimenticarsi completamente l'accaduto, come se non fosse mai successo. Uniti dall'aiuto reciproco che si sono prestati in momenti di difficoltà, tra Don e Peggy si instaura una relazione maggiormente paritaria e confidenziale.
- Guest star: Joel Murray (Fred Rumsen), Alison Brie (Trudy Campbell), Maggie Siff (Rachel Menken), Melinda McGraw (Bobbie Barrett), Patrick Fischler (Jimmy Barrett)

## Marilyn o Jackie
- Titolo originale: Maidenform
- Diretto da: Phil Abraham
- Scritto da: Matthew Weiner

### Trama
Duck informa Don e gli altri che la Playtex vuole una campagna aggressiva e fantasiosa per la propria linea di biancheria intima, in linea con quella della concorrente Maidenform.
Durante un evento di beneficenza per il Memorial Day al country club, Betty incontra Arthur Case, il ragazzo che aveva conosciuto al maneggio. Quando inizia una sfilata di costumi da bagno, Don lascia la festa con una scusa e telefona all'amante Bobbie Barrett, ma la donna non può incontrarlo in quel momento.
Pete e Peggy hanno una discussione sullo slogan per Clearasil, il marchio del suocero di lui: Pete, che tiene molto al fatto che suo suocero sia soddisfatto, vorrebbe imporre il suo, scavalcando la ragazza. Roger vorrebbe che Don e Duck si riconciliassero dopo gli screzi avuti per la perdita dell'American Airlines. Duck nel frattempo riceve la visita dell'ex moglie e dei figli, e da questi ultimi apprende che la donna sta per risposarsi.
L'idea di base per la campagna della Playtex si fonderà sul concetto che ogni donna desidera essere Jackie Kennedy o Marilyn Monroe. Peggy è però un po' seccata dal fatto che molte decisioni vengono prese nel corso di serate fra uomini dalle quali lei è esclusa, e chiede a Fred che questo non si ripeta in futuro. Joan le consiglia di cominciare a essere più determinata e anche più seducente nel modo di vestire.
Mentre sta lasciando l'ufficio per tornare a casa, Pete incontra una modella appena uscita dal provino per lo spot del reggiseno Playtex, la ragazza lo invita nel suo appartamento e i due passano la notte insieme.
Betty indossa il bikini acquistato alla sfilata, ma Don lo trova fin troppo provocante e le ordina di toglierlo.
Anche se la campagna Jackie/Marilyn non viene accettata dalla Playtex, gli sforzi dei creativi della Sterling Cooper vengono comunque apprezzati, e i manager della Playtex invitano i pubblicitari in uno stripclub per quella sera; Peggy, ovviamente non invitata ma venuta a sapere lo stesso della cosa, si presenta a sorpresa nel locale vestita in modo piuttosto provocante: mentre scherza con gli altri, incrocia lo sguardo di Pete, perplesso e poco contento per quella scena.
Duck, abbattuto più di quanto dia a vedere dalla notizia del nuovo matrimonio dell'ex consorte, resiste alla tentazione di attaccarsi alla bottiglia, un vizio che, si intuisce, aveva in passato. Mentre sono a letto insieme, Bobbie irrita Don accennando al fatto che la bravura a letto di lui è argomento di conversazione fra varie sue conoscenze: seccato, Don si riveste e se ne va bruscamente. La mattina dopo, a casa, Don ha un momento di sconforto mentre si sta rasando la barba.
- Guest star: Joel Murray (Fred Rumsen), Alison Brie (Trudy Campbell), Mark Moses (Herman "Duck" Phillips), Melinda McGraw (Bobbie Barrett), Gabriel Mann (Arthur Case), Peyton List (Jane Siegel)

## Il violino d'oro
- Titolo originale: The Gold Violin
- Diretto da: Andrew Bernstein
- Scritto da: Jane Anderson, Andre Jacquemetton e Maria Jacquemetton

### Trama
Mentre si trova in un concessionario riflettendo se acquistare una lussuosa Cadillac, Don ritorna con la memoria a quando faceva il venditore di auto usate: un giorno, gli si era presentata una sconosciuta che lo aveva subito accusato di non essere il vero Don Draper.
La nuova segretaria Jane convince Ken, Sal e Harry ad entrare nell'ufficio di Bertram Cooper dopo che tutti sono già usciti per vedere il dipinto di Mark Rothko da questi acquistato, e di cui si fa un gran parlare in ufficio: Harry spera che sfoggiando una certa conoscenza dell'arte contemporanea potrà fare buona impressione sul capo. Ken è contento di sapere che Sal ha letto e apprezzato il suo racconto apparso su The Atlantic Monthly: i due decidono che ne parleranno a cena a casa di Sal.
Jimmy Barrett telefona a Betty per invitare lei e Don a un party: la donna comunica l'invito al marito, quando questi torna a casa al volante della bella auto nuova. Joan, saputo che Jane e altri si sono introdotti senza autorizzazione nell'ufficio di Cooper, licenzia la ragazza: mentre se ne sta andando via singhiozzando, Jane si imbatte in Roger, che la tranquillizza e la invita a ripresentarsi al lavoro anche l'indomani, sistemerà lui le cose con Joan.
Quella domenica, Ken si reca a cena a casa di Sal e di sua moglie Kitty: i due uomini iniziano a parlare del racconto di Ken, intitolato Il violino d'oro, escludendo totalmente dalla conversazione Kitty. Dopo che l'ospite è partito, Kitty scoppia a piangere, accusando il marito di non vederla neppure.
Il giorno dopo, Joan è sconcertata dal rivedere Jane, ma, saputo dalla ragazza che Sterling ha revocato il suo licenziamento parlando con condiscendenza dell'"impulsività" di lei, deve fare buon viso a cattivo gioco.
Al party, mentre Don e Bobbie discutono di affari, Jimmy si apparta con Betty e le rivela il suo sospetto che i loro rispettivi coniugi siano amanti: Betty reagisce con rabbia e non vuole credergli. Quando Don e la moglie stanno per andarsene, Jimmy affronta direttamente il rivale faccia a faccia manifestandogli il suo disprezzo per aver sedotto la moglie di un altro. Mentre i due coniugi, di pessimo umore, tornano a casa in auto senza scambiarsi una parola, Betty ha un improvviso attacco di vomito dovuto al disgustoso pensiero che Don l'abbia tradita.
- Guest star: Patrick Fischler (Jimmy Barrett), Robert Morse (Betram Cooper), Mark Moses (Herman "Duck" Phillips), Melinda McGraw (Bobbie Barrett), Gabriel Mann (Arthur Case), Peyton List (Jane Siegel), Sarah Drew (Kitty Romano)

## Una serata indimenticabile
- Titolo originale: A Night to Remember
- Diretto da: Lesli Linka Glatter
- Scritto da: Robin Veith e Matthew Weiner

### Trama
Duck consiglia a Harry di leggere più attentamente le sceneggiature dei programmi televisivi, per evitare che le pubblicità vengano piazzate in momenti non appropriati: oberato di lavoro, Harry chiede aiuto a Joan, la quale non solo prende l'incarico molto seriamente, ma lo trova anche divertente. Duck dice a Don che i clienti della Heineken non sono convinti che il loro prodotto sia adatto a un target di casalinghe della classe medio-alta, come invece sostiene Don.
Padre Gill chiede a Peggy di aiutarlo a pubblicizzare una serata di ballo organizzata dalla parrocchia: dopo iniziali perplessità sul volantino ideato dalla ragazza, che presenta una coppia abbracciata che balla, il prete si lascia convincere, ma alcuni anziani parrocchiani lo ritengono ancora troppo ardito.
Don e Betty invitano a cena alcuni amici, tra cui Roger e la moglie e Duck: Betty è orgogliosa del menù che ha preparato e, come bevanda, ha scelto la birra di marca Heineken: quando Duck, a tavola, commenta che allora Don aveva ragione, il target della birra era proprio quello che diceva lui, Betty capisce di essere stata "usata" dal marito per un esperimento per trovare conferma alle sue teorie, e rimane offesa. Dopo che gli ospiti sono partiti, i due litigano, e Betty esasperata accusa Don di avere una relazione con Bobbie Barrett, cosa che l'uomo nega. Il giorno seguente, Betty si mette a frugare nelle tasche degli abiti di Don per trovare prove dell'infedeltà del marito.
Sebbene il lavoro di Joan e i suoi suggerimenti su dove meglio, in base al testo delle sceneggiature, piazzare spot pubblicitari siano molto apprezzati, ben presto i suoi servizi non sono più necessari: Harry col consenso di Roger assumerà un impiegato per fare lo stesso lavoro. Joan nasconde la sua delusione.
Padre Gill, venuto a trovare Peggy in ufficio per fare copie dei volantini per il ballo, coglie l'occasione per ricordarle che egli è disponibile ad ascoltarla, qualora la ragazza senta il bisogno di parlare o di riconciliarsi con Dio (alludendo alla sua gravidanza): Peggy, sorpresa e imbarazzata, rimane reticente.
Fra i coniugi Draper la situazione è sempre più tesa: Betty telefona a Don in ufficio per avvisarlo di non tornare a casa quella sera.
- Guest star: Mark Moses (Herman "Duck" Phillips), Colin Hanks (padre Gill), Talia Balsam (Mona Sterling), Sam Page (Greg Harris)

## Un nuovo inizio
- Titolo originale: Six Month Leave
- Diretto da: Michael Uppendahl
- Scritto da: Andre Jacquemetton, Maria Jacquemetton e Matthew Weiner

### Trama
La notizia della morte di Marilyn Monroe (5 agosto 1962) sconvolge e rattrista molte delle ragazze che lavorano alla Sterling Cooper, compresa Joan; Peggy invece commenta pragmaticamente che è stata una fortuna che la campagna per la Playtex basata sul confronto fra l'attrice e Jackie Kennedy sia stata a suo tempo rifiutata.
Don, che non ha ancora ricevuto il permesso dalla moglie per tornare a casa, è infastidito quando la sua segretaria Jane, che ha intuito qualcosa delle sue difficoltà coniugali, comincia a parlargliene: Don le ordina seccamente di occuparsi di lavoro e non dei suoi casi personali.
Poco prima di un incontro con i clienti della Samsonite per una presentazione, Freddy, che da sempre talvolta esagera con l'alcol, si ubriaca e si orina addosso: Pete, disgustato, chiede all'ultimo momento a Peggy di gestire lei la presentazione imminente: la ragazza fa un ottimo lavoro.
Betty riceve la visita dell'amica Sarah Beth Carson, con cui fa equitazione, che le confida di essere molto attratta da Arthur Case, sebbene sia sposata ed egli sia fidanzato. Incontrandolo qualche giorno dopo, Betty invita il ragazzo a pranzare con lei e Sarah.
Convocato nell'ufficio di Roger, Don apprende da Pete e Duck della grave mancanza di Freddy: per l'affetto che prova per il vecchio collega, tenderebbe a essere indulgente, ma Roger, incitato da Duck e Pete, ha deciso che deve essere licenziato, e per comunicarglielo organizza una cena fra loro tre, Freddy, Don e Roger, per quella sera. La cena si svolge in un clima di amicizia, i tre si conoscono da anni; Freddy è amareggiato, prova a scusarsi e a far cambiare idea a Roger, ma alla fine accetta la decisione senza serbare rancore. Dopo aver mangiato e bevuto, i tre uomini si recano in una sala da gioco clandestina, dove si imbattono in Jimmy Barrett, che Don, incapace di trattenersi, colpisce con un pugno. Quindi, dopo un affettuoso saluto, Freddy torna a casa in taxi, mentre Don e Roger continuano la serata in un altro bar: Roger prova a far parlare l'amico dei problemi coniugali che sta passando e che egli ha intuito, Don non si sbottona ma ammette che quella separazione, invece di rattristarlo, lo fa sentire sollevato.
Il giorno seguente Don offre a Peggy la posizione che era di Freddy, dicendole però che avrebbe dovuto dirgli quanto era successo. Peggy non riesce a godersi la promozione perché dispiaciuta per il licenziamento di Fred, e si reca arrabbiatissima nell'ufficio di Pete: avrebbe potuto non rivelare nulla ai loro superiori visto che non vi erano state gravi conseguenze, gli dice sdegnata, così Fred non sarebbe stato licenziato. Pete ribatte di non sentirsi affatto in colpa per l'accaduto: Peggy dovrebbe essere contenta del fatto che grazie a lui ha ottenuto una promozione e un aumento.
Betty non si presenta al pranzo che ha fissato con Arthur e Sarah, in modo da lasciarli soli. Mona Sterling si presenta inaspettatamente nell'ufficio di Don e gli rivela su tutte le furie che il marito, ispirato dalla conversazione avuta con Don, ha deciso di lasciarla dopo anni di matrimonio per mettersi con una segretaria: Jane. Don chiede a Roger che gli venga assegnata una nuova segretaria.
- Guest star: Mark Moses (Herman "Duck" Phillips), Joel Murray (Freddy Rumsen), Talia Balsam (Mona Sterling), Gabriel Mann (Arthur Case), Peyton List (Jane Siegel), Patrick Fischler (Jimmy Barrett)

## L'eredità
- Titolo originale: The Inheritance
- Diretto da: Andrew Bernstein
- Scritto da: Lisa Albert, Marti Noxon e Matthew Weiner

### Trama
Pete e Paul si preparano a partire per la California dove si svolgerà un'importante convention aerospaziale: saranno presenti colossi del settore pronti a investire in pubblicità ed è un'occasione per attirare nuovi prestigiosi clienti. A casa, Trudy cerca di convincere Pete a prendere in considerazione l'ipotesi di ricorrere all'adozione per avere un figlio, ma il marito è contrario.
Betty comunica a Don, che alloggia ancora in hotel, che suo padre Gene ha avuto un ictus: i due si recano a trovarlo, non dicendo nulla della loro attuale situazione, e trovano l'uomo molto confuso, tanto da scambiare la figlia per la moglie defunta.
Sheila, la fidanzata di Paul, non è contenta della partenza del suo uomo per la California perché sperava l'accompagnasse in Mississippi dove ella darà una mano a far iscrivere gli elettori di colore nelle liste elettorali.
Pete e suo fratello Bud esaminano la precaria situazione finanziaria della famiglia, che la disastrosa gestione del padre defunto ha messo in seria difficoltà; quindi Pete comunica a Bud che Trudy desidera adottare un bambino.
Mentre Betty si lamenta col fratello William della compagna del padre, Gloria, che non le è mai andata a genio, Gene accusa Don di non trattare Betty come merita.
Pete ha un duro scontro con sua madre Dorothy, che disapprova con parole molto dure e offensive l'ipotesi di adottare un bambino: una persona del suo livello non doveva abbassarsi a prendere dagli "scarti", sostiene. Pete, disgustato, si vendica dicendole allora che il suo defunto marito ha sperperato tutta la sua fortuna, cosa che inizialmente pensava, d'accordo col fratello, di tenerle nascosta.
Quella notte, Betty e Don, che a casa di Gene, per salvaguardare le apparenze, dormono nella stessa stanza ma lei nel letto e lui per terra, finiscono per fare l'amore. Ma, una volta tornati a casa, la donna ribadisce che, nonostante quanto è successo, nulla è cambiato, non vuole che Don torni a casa. Don allora decide di andare lui in California al posto di Paul: saputo il cambiamento di programma, Paul può comunicare a Sheila che verrà con lei in Mississippi.
In ufficio c'è una piccola festicciola per celebrare la nascita del figlio di Harry: Pete, un po' brillo, confida a Peggy di avere un po' paura di volare, visto che il padre era morto in un incidente aereo. La ragazza cerca di confortarlo, ma egli prosegue, non molto consapevole di quanto sta dicendo, e le rivela di odiare sua madre, e allude alle obiezioni che ella sta facendo all'adozione, sebbene Peggy non sia in grado di capire il senso di tutto il discorso.
Betty scopre il piccolo Glen Bishop nascosto nella casetta giocattolo in giardino: è scappato di casa ed è venuto a salvarla, sostiene, vuole fuggire con lei. Betty avvisa la madre di Glen, Helen, che viene subito a prenderlo: il bambino, mentre viene portato via, urla a Betty la sua rabbia.
In seguito, Helen torna da Betty, la quale le dice che Glen si sente trascurato e ha bisogno dell'affetto di sua madre. Le rivela anche che Don non vive più a casa: Helen, che ha passato un'esperienza simile, l'avvisa che la parte più difficile in un divorzio, per una donna, è capire che da quel momento dovrà imparare a cavarsela da sola.
- Guest star: Robert Morse (Bertram Cooper), Alison Brie (Trudy Campbell), Channing Chase (Dorothy Campbell)

## Jet Set
- Titolo originale: The Jet Set
- Diretto da: Phil Abraham
- Scritto da: Matthew Weiner

### Trama
Roger chiede a Jane di sposarlo. Don e Pete sono in California per partecipare alla convention aerospaziale. Alla piscina dell'albergo, Don conosce Willy, personaggio del bel mondo, e la giovane e bella Joy, che si mostra molto interessata a lui.
A New York, Duck chiede a Roger di nominarlo partner della Sterling Cooper, ma Roger è costretto a dirgli che finora i risultati da lui conseguiti sono meno di quanto ci si aspettasse, e che deve darsi da fare di più se vuole ottenere questo traguardo.
Alla convention, Don e Pete assistono a una conferenza sui missili MIRV e si rendono conto della quantità enorme di soldi che gira in questo settore dell'industria. Subito dopo però, senza avvisare, Don pianta in asso Pete per partire con Joy verso Palm Springs, dove la ragazza vive in una lussuosissima villa con Willy (che si scoprirà poi essere il padre di Joy) e altri amici. Dopo aver cenato allegramente tutti insieme, Don e Joy vanno nella stanza di lei e fanno l'amore. Nel frattempo Pete, senza avere la minima idea di dove sia sparito Don, cerca di prendere più contatti possibili da solo.
Kurt, un giovane creativo della Sterling Cooper, invita Peggy a un concerto di Bob Dylan nel Greenwich Village, ma, prima che i pettegolezzi possano partire, spiazza tutti dichiarando con la massima naturalezza ai colleghi di essere omosessuale: l'annuncio lascia tutti senza parole e sconcertati, soprattutto Sal.
Duck ha un incontro con i suoi vecchi datori di lavoro, giunti da Londra, e propone loro di comprare la Sterling Cooper: in cambio del suo aiuto per riuscirci, vuole essere nominato presidente e avere il pieno controllo sul settore creativo.
Quella sera, Kurt va a prendere Peggy per portarla al concerto, ma prima i due fanno quattro chiacchiere, e il ragazzo finisce per tagliare i capelli di Peggy, donandole un look più moderno e meno serioso.
Joy vorrebbe che Don seguisse il suo gruppo di ricchi gaudenti e bohèmienne alle Bahamas, dove stanno per trasferirsi. Nel frattempo Pete ha fatto ritorno a New York e annuncia che il viaggio è stato produttivo per i numerosi contatti che è riuscito a stabilire: quando vede Peggy, nota in lei qualcosa di diverso, ma è la ragazza a dovergli dire che ha tagliato i capelli.
Duck comunica a Cooper e a Sterling che i suoi vecchi colleghi dell'agenzia britannica Putnam, Powell & Lowe hanno intenzione di acquistare la Sterling Cooper: Roger e Bertram concedono loro cinque giorni di tempo per fare un'offerta.
A Palm Springs, Don fa una telefonata presentandosi come "Dick Whitman" e dice alla persona all'altro capo del filo che vorrebbe passare a trovarla.
- Guest star: Mark Moses (Herman "Duck" Phillips), Joel Murray (Freddy Rumsen), Talia Balsam (Mona Sterling), Gabriel Mann (Arthur Case), Peyton List (Jane Siegel), Patrick Fischler (Jimmy Barrett), Laura Ramsey (Joy)

## Il re della montagna
- Titolo originale: The Mountain King
- Diretto da: Alan Taylor
- Scritto da: Robin Veith e Matthew Weiner

### Trama
Sally, la figlia di Don e Betty, si ribella contro la madre convinta che sia colpa sua se il padre non vive più a casa. Pete scopre che Trudy ha preso appuntamento con un'agenzia per le adozioni senza consultarlo: tornato a casa, fa una sfuriata a Trudy gridandole che non adotteranno mai un bambino. La sorella di Bertram, Alice, arriva in visita per discutere della proposta di vendere la Sterling Cooper, ed è favorevole.
In un flashback, Don ritorna al momento in cui la donna entrata nel concessionario dove lavora l'aveva accusato di essere un impostore: si tratta di Anna, la moglie del vero Don Draper. Don non sapeva della sua esistenza perché Draper non ne aveva mai fatto menzione: ora, Dick/Don è costretto a dirle che il marito è morto in Corea, e a rivelarle lo scambio di identità.
Di nuovo nel 1962, Don, ancora in California, si reca a trovare proprio Anna, la persona cui aveva telefonato al termine della puntata precedente: i due, infatti, col tempo sono diventati ottimi amici, e Anna è la sua confidente e "sorella maggiore". A lei racconta della crisi che sta attraversando il suo matrimonio, e del fatto che è riuscito a rovinare la felicità che si era faticosamente costruito.
Pete riceve una telefonata dal suocero, Tom Vogel: egli vuole ritirare il contratto della Clearasil e invita il genero a concentrarsi su Trudy, che è infelice; Pete risponde che lui e la madre di Trudy devono smetterla di intromettersi nel suo matrimonio.
Don ricorda un Natale di qualche tempo prima passato assieme ad Anna, cui Don racconta di aver conosciuto una donna meravigliosa, Betty. Vorrebbe sposarla, e quindi ha bisogno di ottenere il divorzio da Anna (all'apparenza infatti i due sono pur sempre il signore e la signora Draper); la donna naturalmente acconsente e Don può così iniziare una nuova vita.
Peggy fa un'ottima presentazione per la campagna del gelato Popsicle. L'amica di Betty, Sarah, le confessa di aver tradito il marito con Arthur Case, accusandola di aver favorito la piega che stavano prendendo gli eventi. Betty nega.
Peggy, stanca di dover dividere l'ufficio con la fotocopiatrice Xerox e di dover sopportare il continuo via vai, trova il coraggio di chiedere direttamente a Roger di avere l'ufficio che aveva occupato Freddy Rumsen: Roger apprezza la sua determinazione, e acconsente.
Il fidanzato di Joan, Greg, che il forte carattere della donna sembra talvolta mettere a disagio, passa a prenderla al lavoro e la costringe a fare l'amore in ufficio, sebbene lei dica di non averne voglia, per ristabilire la sua "autorità".
Bertram, Alice e Roger si riuniscono per decidere la vendita della Sterling Cooper: Don è assente, ma il suo voto è comunque ininfluente. Tutti sono in favore della cessione.
In California, Don nota nella libreria di Anna il libro di Frank O'Hara's Meditations in an Emergency che egli aveva spedito all'amica qualche tempo prima. La donna gli legge i tarocchi, e conclude che Don si sente infelice perché è convinto di essere solo.
Pete si congratula di vero cuore con Peggy per il nuovo ufficio. Le rivela anche che il suocero gli ha tolto il contratto per la Clearasil. La ragazza gli chiede cosa sia successo a Don in California, e Pete le dice che egli è sparito all'improvviso, come, aggiunge, aveva già fatto in passato (alludendo al segreto di Don, che conosce).
- Guest star: Robert Morse (Bertram Cooper), Alison Brie (Trudy Campbell), Sam Page (Greg Harris)

## Rivelazioni
- Titolo originale: Meditations in an Emergency
- Diretto da: Matthew Weiner
- Scritto da: Matthew Weiner e Kater Gordon

### Trama
Betty apprende dal suo medico di essere incinta: dice al dottore di non volere un bambino in quel momento, ma questi pensa di tranquillizzarla dicendole che una donna sposata e senza problemi di soldi come lei non deve preoccuparsi.
Don ricompare all'improvviso al maneggio per vedere Betty, e le chiede di perdonarlo. Alla Sterling Cooper i dipendenti percepiscono una certa agitazione, e Pete è preoccupato perché non sa come dare la notizia di aver perso la Clearasil; Peggy gli suggerisce di dire semplicemente la verità. Pete segue il suo consiglio e dice tutto a Duck, che comunque gli dice di non preoccuparsi, rivelandogli in anteprima, ma obbligandolo a mantenere il segreto, la prossima fusione della Sterling Cooper con la Puttnam, Powell & Lowe: anzi, gli annuncia che, mentre egli sarà il nuovo presidente dell'agenzia, Pete lo sostituirà come capo del settore vendite.
Siamo a ottobre 1962 e sono i giorni convulsi della crisi dei missili di Cuba: il presidente Kennedy parla agli americani attraverso la TV. Quando Don torna finalmente in ufficio, Pete gli chiede perché lo abbia lasciato da solo a Los Angeles, ma Don risponde che era sicuro che se la sarebbe cavata anche senza di lui: in effetti, Pete gli annuncia soddisfatto di essere vicino a un accordo con la North American Aviation. Da Roger, invece, Don scopre che l'agenzia è stata venduta.
Betty dice a Francine di essere incinta ma di non volere il bambino. L'amica le suggerisce che a volte è meglio non agire impulsivamente ma aspettare.
La notizia della fusione viene rivelata a Ken, Sal, Paul e Harry dalla centralinista Lois: tutti si chiedono se potranno mantenere il loro lavoro o se verranno licenziati.
Dopo aver accompagnato i figli all'albergo di Don, Betty si reca in un bar, dove viene sedotta da uno sconosciuto, con cui ha un rapporto sessuale. Nel frattempo il marito le scrive una lettera, in cui le dice di amarla.
Padre Gill, che in precedenza aveva parlato nella sua predica della paura dell'imminente guerra nucleare, invita per l'ennesima volta Peggy ad aprirsi con lui e a confessare i suoi peccati, altrimenti andrà all'inferno, ma la ragazza non crede che Dio voglia punirla. Trudy, preoccupata del possibile scoppio della guerra, lascia New York, ma Pete non la segue: se deve morire, vuole morire a Manhattan. In ufficio, poi, decide di rivelare a Don quanto ha saputo da Duck sul futuro della Sterling Cooper.
Nel primo meeting con St. John Powell e i nuovi proprietari inglesi, Don ha subito uno scontro con Duck: questi crede che Don sarà alla fine costretto ad accettare la sua autorità e a rispettare i termini del suo contratto, ma rimane spiazzato quando Don gli rivela di non essere legato da alcun contratto: visto il rapporto di amicizia che lo lega a Roger Sterling, non c'era mai stato bisogno di firmarne uno. Duck ha la peggio, perché fra i due i nuovi proprietari sono più propensi a rinunciare a lui piuttosto che a Don.
Mentre l'ufficio si sta svuotando, perché tutti si affrettano verso casa col peggiorare della crisi internazionale, Pete invita Peggy nel suo ufficio: vuole dirle finalmente la verità, come ella gli aveva suggerito. L'ama, e vuole stare con lei. Ma Peggy gli risponde che, se avesse voluto, avrebbe potuto averlo già da tempo. Finalmente anche lei rivela il suo segreto: era rimasta incinta di lui, ha avuto un bambino e l'ha dato via in adozione. Se ne va, lasciando Pete senza parole per quella notizia.
Don torna finalmente a casa, per la gioia di Sally e Bobby. Mentre Pete passa la notte vegliando nel suo ufficio, e Peggy si addormenta con la coscienza finalmente libera, Betty dice a Don di essere incinta.
- Guest star: Robert Morse (Bertram Cooper), Alison Brie (Trudy Campbell), Sam Page (Greg Harris), Mark Moses (Herman "Duck" Phillips), Anne Dudek (Francine Hanson)